# Вестервел, Йоп
Йохан Герард (Йоп) Вестервел (нидерл. Joop Westerweel; 25 января 1899, Зютфен, Гелдерланд — 11 августа 1944, Герцогенбуш, Северный Брабант) — школьный учитель и христианский анархист, ставший важным деятелем нидерландского Движения Сопротивления в годы Второй мировой войны как лидер «группы Вестервела».

## Биография
Вестервел был сыном рабочего-печатника, проповедника закрытой протестантской секты дарбистов. Получив педагогическое образование, он поначалу работал учителем в голландской Ост-Индии. Будучи христианским социалистом и анархо-пацифистом, он верил в ненасилие и стал отказником по соображениям совести. За это он был приговорён к тюремному заключению и выслан из этой нидерландской колонии назад в метрополию.
Вновь оказавшись на родине, начал работать в Билтховене в школе-мастерской, которую основал педагог-квакер Кес Буке со сходными пацифистскими и социалистическими взглядами. В 1940 году Йоп с женой Вильгельминой Дорой (Вил) перебрался в Роттердам, где ему предложили должность директора школы, придерживавшейся педагогической системы Монтессори. Перед оккупацией Нидерландов Вестервел организовал приём еврейских беженцев из Польши и Германии и обеспечил их детей образованием.
Когда в июле 1942 года в Нидерландах начались массовые облавы, Вестервел пришёл на помощь уже голландским беженцам, организовав вместе с женой сеть Сопротивления. Контакт с этой группой установил немецкий еврей Иоахим Зимон — в прошлом заключённый Дахау, сумевший совершить побег.
Вместе с ним и другими товарищами, как евреями, так и не евреями, Вестервел спасал людей, предоставляя им фальшивые документы и убежище, а также возможности выбраться из оккупированной нацистами части Европы. Группа спрятала почти 400 еврейских детей и подростков, что сохранило многим из них жизни. Так, получив 15 августа 1943 года информацию о грядущей депортации халуцим (членов сионистской организации, готовившей еврейскую молодёжь к переселению в Палестину), «группа Вестервеля» оперативно организовала тайники, где скрылись все 50 членов группы; 33 из них пережили войну.
Вестервелом и его помощниками при помощи группы под названием «Еврейская армия» был организован путь эвакуации для от 200 до 300 евреев через Бельгию, Францию и далее в нейтральную Швейцарию и Испанию. В конце 1943 года он перевёз группу еврейских детей в безопасное место в Испании.
Однако вскоре его супруга Вил была арестована при попытке освободить Летти Рудельсхейм из тюрьмы Схевенинген. После ареста жены Вестервел передал детей под опеку друзей, уволился из школы и ушёл в подполье.
Сам Вестервел со своим коллегой Буке Конингом был схвачен в ночь с 10 на 11 марта 1944 года при попытке помочь пересечь голландско-бельгийскую границу двум молодым еврейским беженкам. Он был брошен в тюрьму и подвергнут пыткам, но не терял силы духа и незадолго до казни написал стихотворение под названием «Avond in de Cel» («Вечер в камере»).
Он был расстрелян в концлагере Герцогенбуш в августе 1944 года. Его жену, находившуюся в том же лагере, заставили наблюдать за казнью мужа. Однако ей удалось пережить несколько концлагерей и после войны вернуться к семье.

## Праведник народов мира
16 июня 1964 года Яд ва-Шем удостоил Йопа Вестервела и его жену Вильгельмину Дору Вестервел-Босдриш почетным званием «Праведники народов мира».